# Formacja Iapó
Formacja Iapó (port. Formação Iapó) – formacja geologiczna składająca się ze skał osadowych, występująca w południowej (Brazylii), w niecce Parany. Jej wiek oceniany jest na ordowik.

## Nazwa
Nazwa formacji pochodzi od miasta Rio Iapó, gdzie skały te odkryto i opisano po raz pierwszy.

## Opis
Formacja Iapó składa się ze skał osadowych, głównie ze zlepieńców (diamiktytów, konglomeratów, tillitów). Obecność tillitów świadczy o ordowickim zlodowaceniu Gondwany. Jej miąższość dochodzi do 70 m.

## Wiek

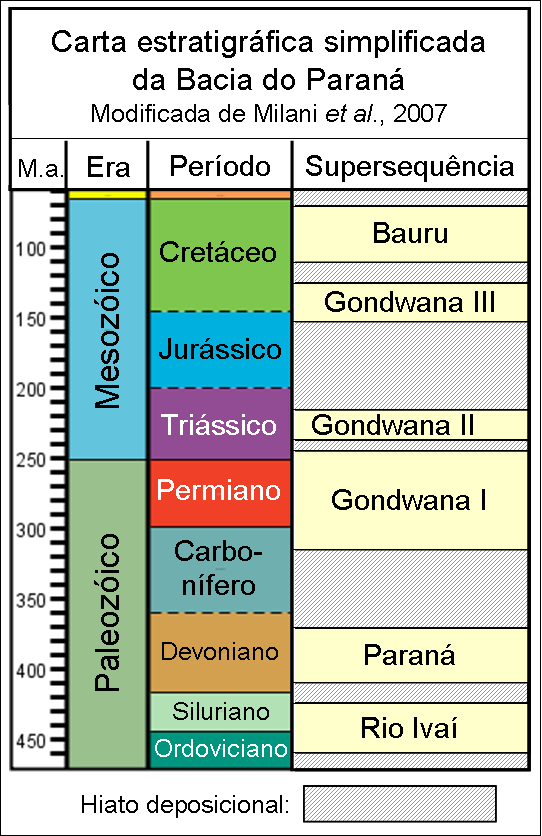
Stratygrafia niecki Parany (Milani, 1997)

Wiek formacji Iapó oceniany jest na ordowik (448–440 mln lat).

## Położenie
Powyżej zalega formacja Vila Maria (port. Formação Vila Maria) a poniżej formacja Alto Garças (port. Formação Alto Garças). Milani (1997) określił formację Iapó jako część supersekwencji Rio Ivaí (port. Supersequência Rio Ivaí).